# برون‌قواق
برون‌قواق (به لاتین: Burunqovaq) یک منطقه مسکونی در جمهوری آذربایجان است که در شهرستان ساموخ واقع شده است. برون‌قواق ۳۷۹ نفر جمعیت دارد.